# Jerzy Szukała

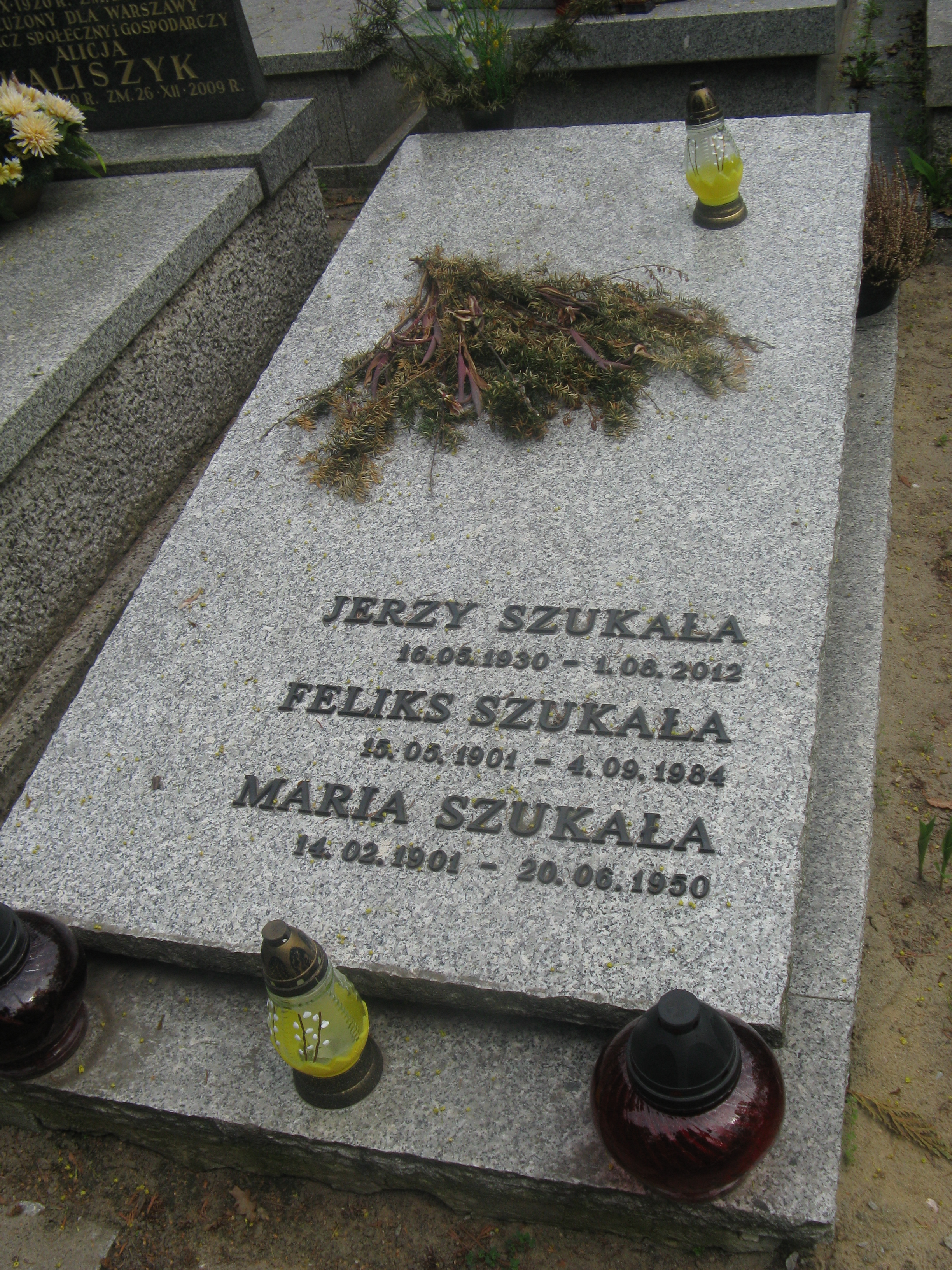
Grób Jerzego Szukały na cmentarzu Wojskowym na Powązkach

Jerzy Szukała (ur. 16 maja 1930 w Rostkach Wielkich, zm. 1 sierpnia 2012 w Warszawie) – polski leśnik, działacz polityczny i społeczny, poseł na Sejm PRL IV kadencji.

## Życiorys
Syn Feliksa (1901–1984) i Marianny (1901–1950). Był inżynierem leśnikiem.
Jako społecznik, był związany z różnymi organizacjami młodzieżowymi, w których sprawował różne funkcje. W 1949 wstąpił do Polskiej Zjednoczonej Partii Robotniczej. W latach 1957−1961 był sekretarzem Komitetu Dzielnicowego PZPR na warszawskim Mokotowie. Od 1961 przewodniczący prezydium mokotowskiej Dzielnicowej Rady Narodowej. Od grudnia 1964 I sekretarz KD PZPR na Mokotowie. W 1965 został wybrany do Sejmu PRL z okręgu nr 1 Warszawa-Śródmieście. W Sejmie IV kadencji zasiadał w Komisji Leśnictwa i Przemysłu Drzewnego, w której był zastępcą przewodniczącego, oraz w Komisji Spraw Zagranicznych. W okresie od 30 listopada 1982 do 28 stycznia 1984 był I sekretarzem Komitetu Wojewódzkiego PZPR w Chełmie.
W wyborach samorządowych w 1994 bez powodzenia ubiegał się z listy Polskiej Partii Socjalistycznej o mandat radnego gminy Warszawa-Centrum.
Został pochowany na cmentarzu Wojskowym na Powązkach (kwatera C21-2-11).

## Życie prywatne
Żonaty z Barbarą Szukałą, miał córkę Julitę.

## Odznaczenia
- Krzyż Komandorski Orderu Odrodzenia Polski
- Krzyż Kawalerski Orderu Odrodzenia Polski
- Złoty Krzyż Zasługi
- Srebrny Krzyż Zasługi
- Odznaka 1000-lecia Państwa Polskiego (1966)[9]
- Złota Syrenka
- Złota Odznaka SGGW[6]